# Mi sento bene (Random)
Mi sento bene è un singolo del cantante e rapper italiano Random, pubblicato il 24 settembre 2021.

## Tracce
1. Mi sento bene